# Кросс, Мартин
Ма́ртин Па́трик Кросс (англ. Martin Cross; 19 июля 1957, Лондон) — британский гребец, чемпион Олимпийских игр.

## Карьера
Участник четырёх Олимпиад: с 1980 по 1992 год.
На своей первой Олимпиаде в Москве Кросс в составе распашной четвёрки без рулевого вместе с Джоном Битти, Иэном Макнаффом и Дэвидом Таунсендом выиграл бронзовую медаль. Через четыре года на Играх в Лос-Анджелесе уже в дисциплине распашных четвёрок с рулевым он выиграл золото.
Бронзовый призёр чемпионата мира в составе восьмёрки и победитель Игр Содружества 1986.

## Образование
Выпускник Лондонского университета королевы Марии.